# ستيفن جيمس جويس
ستيفن جيمس جويس (بالإنجليزية: Stephen James Joyce)‏ هو كاتب أيرلندي، ولد في 16 فبراير 1932.